# Lacuna
Lacuna é um filme de terror brasileiro de 2021 escrito e dirigido por Rodrigo Lages. O longa aborda a história de uma relação conturbada entre mãe e filha, marcada por um misterioso passado familiar. O filme é protagonizado por Lorena Comparato e Kika Kalache, e ainda conta com Laila Zaid, Guilherme Prates e Charles Fricks no elenco.

## Sinopse
Um grave acidente quase tira a vida de Helena (Kika Kalache), o que a deixa em coma. Após se recuperar do estado de inconsciência, estranhos acontecimentos passam a ocorrer, fazendo com que sua filha, Sofia (Lorena Comparato), comece a investigar os motivos do comportamento errático de sua mãe. Ela descobre que sua família possui um misterioso passado, diretamente ligado ao que acontece no presente, e precisa encarar mudanças e revelações perturbadoras em sua vida.

## Elenco
- Kika Kalache como Helena
- Lorena Comparato como Sofia
- Guilherme Prates como Dante
- Charles Fricks como Samuel
- Laila Zaid como Mizael
- Priscila Maria como Dra. Júlia

## Produção
O longa-metragem foi escrito e dirigido por Rodrigo Lages, estreante na direção de longas. A produção do filme foi feita em parceria entre as produtoras WeSayNo e Cosmo Cine, de forma independente e sem recursos captados de incentivos fiscais. As atrizes que protagonizam o filme, Lorena Comparato e Kika Kalache, também atuam como produtoras associadadas.
A obra foi gravada em um período curto e com equipe reduzida devido às restrições de segurança contra à COVID-19. Ao todo, foram 12 dias de gravações com um equipe de cerca de 20 pessoas no set de filmagem. As locações do filme foram todas na cidade do Rio de Janeiro.
Filmes como Hereditário e Midsommar, além dos classificados O Bebê de Rosemary e O Iluminado, serviram de inspiração para Rodrigo Lages construir seu filme. Durante meses, a equipe do filme se reuniu virtualmente para discutir a produção do filme. As atrizes Lorena Comparato e Kika Kalache, e o diretor, Rodrigo Lages, só se conheceram pessoalmente no dia de gravação.

## Lançamento
Em 29 de outubro de 2021, uma sexta-feira, o filme foi lançado diretamente na plataforma de streaming Globoplay.

## Recepção
O filme obteve ótima recepção e recebeu boas críticas da imprensa especializada.